# 12 Hits From Hell
12 Hits from Hell – szósta płyta zespołu The Misfits wydana w 2001 roku przez firmę Caroline Records. Nagrana została w październiku 1980.

## Lista utworów
1. "Halloween"
2. "Vampira"
3. "I Turned into a Martian"
4. "Skulls"
5. "London Dungeon"
6. "Night of the Living Dead"
7. "Horror Hotel"
8. "Ghouls Night Out"
9. "Astro Zombies"
10. "Where Eagles Dare"
11. "Violent World"
12. "Halloween II"
13. "London Dungeon (Alternate Take)"

## Muzycy
- Glenn Danzig - wokal
- Jerry Only - gitara basowa
- Bobby Steele - gitara
- Doyle - gitara
- Robbie Alter - gitara (w London Dungeon i Violent World)
- Arthur Googy - perkusja